# هارالد مارگ
هارالد مارگ (انگلیسی: Harald Marg؛ زادهٔ ۲۶ سپتامبر ۱۹۵۴) قایقران کانو اهل آلمان بود.